# Otolelus ruficollis
Otolelus ruficollis es una especie de coleóptero de la familia Aderidae.

## Distribución geográfica
Habita en Asia menor.